# David Sheppard
David Stuart Sheppard, baron Sheppard of Liverpool (ur. 6 marca 1929 w Reigate, Surrey, zm. 5 marca 2005 w West Kirby) – angielski duchowny, biskup Kościoła anglikańskiego, reprezentant Anglii w krykiecie.
Studiował historię w Trinity Hall na Uniwersytecie Cambridge .
Był czołowym zawodnikiem drużyny uniwersyteckiej Uniwersytetu Cambridge oraz reprezentantem i kapitanem zespołu narodowego Anglii w pierwszej połowie lat 50. Kontynuował występy na boisku krykietowym po przyjęciu święceń kapłańskich w 1955 roku, był tym samym pierwszym duchownym będącym jednocześnie aktywnym krykiecistą. Zakończył ostatecznie karierę sportową w 1963 roku.
W 1968 roku został biskupem Woolwich, w 1975 biskupem Liverpoolu. Działał na rzecz podjęcia reform społecznych, mających na celu podniesienie warunków życia w ubogich przedmieściach Liverpoolu; współpracował na tym polu z biskupem katolickim, Derekiem Worlockiem. Był zdecydowanym krytykiem polityki Margaret Thatcher. Po przejściu na emeryturę w 1997 roku otrzymał fotel w Izbie Lordów, z tytułem barona Sheppard of Liverpool; w parlamencie wspierał Partię Pracy. Od 2001 roku pełnił funkcję prezydenta klubu krykietowego hrabstwa Sussex.
Zmarł po kilkuletniej walce z chorobą nowotworową.